# ダッチアイリス
ダッチアイリス（学名：Iris × hollandica）はアヤメ科アヤメ属の多年草。別名、オランダアヤメ。

## 特徴
スパニッシュ・アイリス (Iris xiphium) にさまざまな種を掛け合わせて作られた園芸種。1891年に、ティンギタナ種 (Iris tingitana), ボッシエリ種 (Iris boissieri) などの種を掛け合わせて作られたのが始めという。花期は4月から5月にかけて。花の色は多岐にわたり、紫、青、黄色、赤銅色、白など。